# Caravaca de la Cruz
Caravaca de la Cruz ist eine Stadt im Südosten Spaniens in der autonomen Region Murcia.

## Geografie
Caravaca de la Cruz liegt etwa 80 km von Murcia, der Hauptstadt der gleichnamigen Provinz im Tal des Argos-Flusses in der Betischen Kordillere.
Außerhalb des Stadtzentrums gehören noch folgende Vororte (pedanías) zu Caravaca:
- La Almudema
- Archivel
- Barranda
- Benablón
- Caneja
- La Encarnación
- Huerta
- El Moral
- El Moralejo
- La Junquera
- Navares
- Los Prados
- Los Royos
- Singla

## Geschichte
Die ältesten menschlichen Überreste, die im Gemeindebereich von Caravaca gefunden wurden, sind die aus dem Paläolithikum stammenden Funde in der Höhle Cueva Negra, wo sich auch die älteste Präsenz der Nutzung des Feuers im europäischen Paläolithikum befindet.
Die ersten Siedlungen in der heutigen Stadt datieren auf den Zeitraum zwischen 2400 und 1950 v. Chr., wie dank der von Archäologen der Universität Murcia und der Generaldirektion für Bildende Künste der Autonomen Gemeinschaft der Region Murcia durchgeführten Studien festgestellt wurde, die zu dem Schluss kamen, dass sich neben dem heutigen Stadtkern von Caravaca eine chalkolithische Grabstätte mit 1300 Skeletten, Überresten von 50 Hunden und verschiedenen Gegenständen befindet. Es gilt als das größte prähistorische Grab auf der Iberischen Halbinsel und als eines der größten in Europa.
Bemerkenswert sind auch andere archäologische Funde aus jüngerer Zeit, denen man in der Gemeinde begegnen kann, wie zum Beispiel die im Bezirk La Encarnación, wo auf einem Hügel das gleichnamige Heiligtum, errichtet auf den Überresten eines römischen Tempels, dessen Struktur bewundert werden kann.
Ab dem Mittelalter wandelte sich das städtische Zentrum von Caravaca aufgrund seiner strategischen Lage zwischen dem Königreich Granada und dem kastilischen Königreich Murcia sowie seiner Nähe zur Krone von Aragon zu einem Knotenpunkt. Die Kapitulation der Taifa von Murcia durch den Vertrag von Alcaraz im Jahr 1243 festigte die Vorherrschaft der Krone von Kastilien und verwandelte Caravaca in eine christliche Grenzenklave gegenüber Al-Andalus, was bedeutete, dass seine Festung nach dem Mudéjar-Aufstand von 1264–1266 bis 1312 dem Templer-Orden anvertraut war und nach einigen Jahren, in denen sie königlich kastilisch war, durch den Orden von Santiago ersetzt wurde. Unter dem Orden von Santiago wurde Caravaca Oberzentrum einer weiträumigen Gerichtsbarkeit, die sich von Ricote bis Yeste erstreckte.
Während es im 14. Jahrhundert infolge der bedrohlichen Grenzlage und der Pestepidemien, die die Region fast entvölkerten, eine tiefe Krise erlebte, erlebte es nach dem Fall der Ostgrenze Granadas im Jahr 1488 eine bedeutende Expansion, die es gegen Ende des 16. Jahrhunderts mit 7.000 Einwohnern, nach den Städten Murcia und Lorca, zur drittgrößten Stadt des Königreichs Murcia entwickeln ließ.
Caravaca wurde während des Unabhängigkeitskrieges von französischen Truppen unter dem Kommando von General Sebastiani angegriffen und besetzt, der von Kaiser Napoleon für seine Militärdienste zum Herzog von Murcia ernannt wurde. Caravaca schloss sich unterdessen im Kampf gegen die Franzosen mit Calasparra und Lorca zusammen. Im Gegenzug wurde der französische Verteidigungskanton gegründet, der 1.500 Einwohner, aufgeteilt in 15 Kompanien zu je 100 Mann, zu Kombattanten ausbildete. Die Stadt wurde vier Tage lang von französischen Streitkräften mit insgesamt 50.000 Soldaten unter der Führung von Marschall Soult belagert, die die gesamte Region und die Stadt verwüsteten. Im Jahr 1813 wurde die Stadt von den Franzosen verlassen, die dabei die Monstranz des Kreuzes von Caravaca raubten.
Im Jahr 1849 verlieh Königin Isabel II. ihr den Titel einer Stadt.
1933 wurde die Strecke Murcia-Caravaca für den Verkehr eröffnet, was die Verbindung der Region mit dem Rest des spanischen Eisenbahnnetzes ermöglichte. Die Gemeinde rechnete mit einem eigenen Bahnhof. Der Betrieb der Strecke war jedoch von Anfang an wenig rentabel und 1971 wurde die Strecke stillgelegt. Sie wurde zu einer Vía Verde umgebaut.

## Politik
| Partei | 2015      | 2015  | 2011      | 2011  |
| Partei | Stimmen % | Sitze | Stimmen % | Sitze |
| PP     | *         | *     | 50,32 %   | 11    |
| PSOE   | *         | *     | 30,54 %   | 7     |
| UPD    | *         | *     | 5,94 %    | 1     |
| IU     | *         | *     | 11,09 %   | 2     |

Quelle: Spanisches Innenministerium

## Bevölkerungsentwicklung der Gemeinde
Quelle: INE-Archiv – grafische Aufarbeitung für Wikipedia

## Kultur und Sehenswürdigkeiten
Bekannt ist Caravaca als Wallfahrtsstätte. Die Stadt wurde 1998 vom Papst mit dem Privileg ausgezeichnet, alle sieben Jahre ein Heiliges Jahr feiern zu dürfen. Im Heiligen Jahr 2010 kamen etwa eine Million Pilger nach Caravaca. Verehrt wird das Kreuz von Caravaca, eine Kreuzreliquie, die in der Basilika über der Stadt verbewahrt wird, die auch das Stadtbild beherrscht.

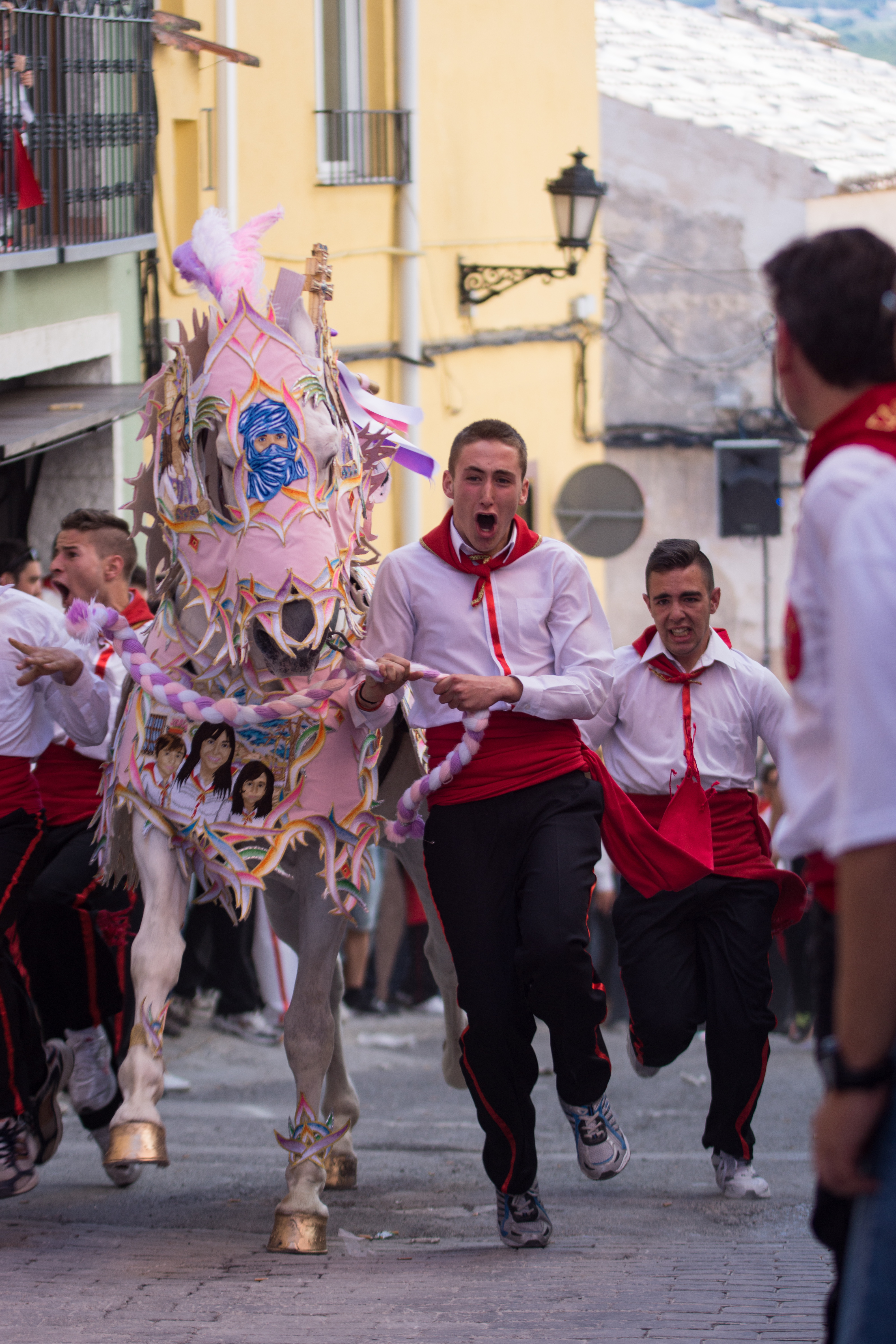
Caballos del Vino beim Rennen

Der Ursprung dieser Wallfahrt geht auf das 13. Jahrhundert zurück. Im Jahr 1232 brachte der Überlieferung zufolge der Erzbischof von Jerusalem, Robert, eine Reliquie des wahren Kreuzes Christi mit. Einer ausgeschmückteren Version dieser Überlieferung zufolge bekehrte sich der maurische Herrscher Abú Zeid zum Christentum, als bei der Feier des Festes der Kreuzauffindung wundersamerweise zwei Engel das Kreuz von Caravaca vom Himmel herniederließen, sodass ein auf der Burg gefangener Priester die Messe feiern konnte.
Daneben gibt es in der sehenswerten Altstadt zahlreiche Kirchen und das Bauwerk El Templete. In zwei Kilometer Entfernung befinden sich die Fuentes de Marqués, mehrere Quellen in einer reizvollen Umgebung.
In La Encarnación, wenige Kilometer von Caravaca entfernt, gibt es einen ganzen Komplex bedeutender archäologischer Fundstellen, darunter Tempel, ein römischer Steinbruch, arabische Reste und eine Höhle mit Resten von Neandertalern.
Vom wundersamen Erscheinen des Kreuzes am 3. Mai 1232 abgeleitet, wird in Caravaca de la Cruz alljährlich vom 1. bis 5. Mai ein Fest mit Prozessionen und Folklore gefeiert. Ein bekannter Teil hiervon sind Los Caballos del Vino (deutsch: „Pferde des Weins“), ein Ritual, in dessen Mittelpunkt die Pferde stehen. Sie werden in Vorführungen präsentiert und paradieren in kunstvoll bestickten Umhängen durch die Stadt. Ein Höhepunkt ist ein Einzelrennen gegen die Uhr durch die Stadt, bei dem jedes bis zu den Nüstern geschmückte Pferd durch die Menschenmenge einen Berg hinauf galoppiert, während seine vier menschlichen Begleiter sich an ihm festhalten und mitlaufen. Los Caballos del Vino ist seit 2020 Bestandteil der UNESCO-Liste des immateriellen Kulturerbes der Menschheit.

## Sport
Im Rahmen der Vuelta a España fanden bereits zwei Zielankünfte und zwei Etappenstarts in Caravaca de la Cruz statt (Stand 2022). Im Jahr 2023 soll die Zielankunft der 9. Etappe erstmals im Gebirge nördlich der Stadt zu Ende gehen. Die Bergankunft trägt den Namen Collado de la Cruz de Caravaca und befindet sich bei einem Helikopterlandeplatz. Der schmale Anstieg der 2. Kategorie weist auf einer Länge von 8,2 Kilometern eine durchschnittliche Steigung von 5,5 % auf, wobei sich Flachstücke, Abfahrten und steile Rampen von bis zu 20 % abwechseln.
| Jahr | Etappe    | Bergwertung  | Sieger        |
| ---- | --------- | ------------ | ------------- |
| 2023 | 9. Etappe | 2. Kategorie | Lennard Kämna |

## Persönlichkeiten
- Mari Trini (1947–2009), Sängerin und Liedermacherin